# Idobrium myrmido
Idobrium myrmido là một loài bọ cánh cứng trong họ Cerambycidae.